# Jesus é o Senhor

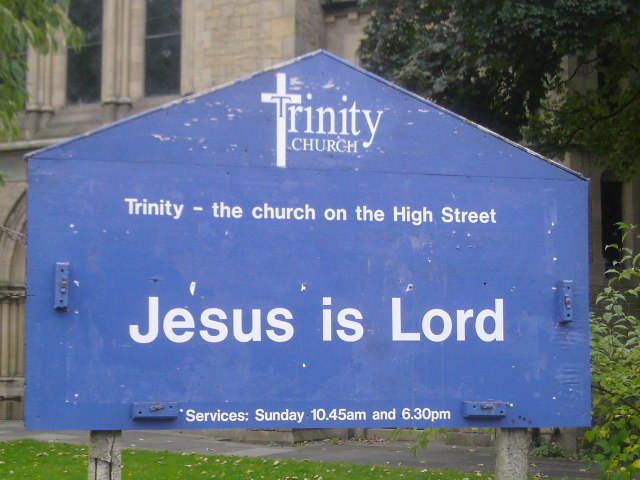
Frase "Jesus Cristo é o Senhor", em inglês, na Igreja da Trindade em Gosforth, um bairro de Newcastle upon Tyne, no nordeste da Inglaterra (2005).

"Jesus é o Senhor" (em grego: κύριος Ἰησοῦς, kyrios Iesous) é a mais curta afirmação de credo encontrada no Novo Testamento, uma das várias variações um pouco mais elaboradas. Serve como uma declaração de fé para a maioria dos cristãos que consideram Jesus tanto homem como Deus. É o lema do Conselho Mundial de Igrejas.

## Contexto
Na antiguidade, em uso geral, o termo "senhor" era um título de cortesia para os superiores sociais, mas o seu significado raiz era "governante". Os reis em todos os lugares eram denominados "Senhor" e frequentemente considerados seres divinos, de modo que a palavra adquiria um significado religioso. Quando a Bíblia Hebraica foi traduzida para o grego na Septuaginta, pelo menos dois séculos antes do cristianismo, kyrios foi usado para o tetragrama divino YHVH que não era mais lido em voz alta, mas foi substituído por adonai, uma forma especial do hebraico Adon = 'senhor'.
Para um cristão, reconhecer Jesus como Senhor causou problemas para a sociedade. Quando em 27 a.C. o imperador romano Otaviano recebeu o título de "Augusto", carregava conotações religiosas, sugerindo um relacionamento especial com o mundo dos deuses, simbolizado pelo culto ao "gênio" do imperador, uma forma velada de adoração ao imperador. Recusar-se a honrar os deuses nacionais era antipatriótico e semelhante a sabotar. Por volta de 150 d.C., os provinciais haviam decidido que os cristãos, recusando-se a adorar os deuses, eram responsáveis por todos os tipos de males, como fome, peste e terremotos, e por práticas como canibalismo e magia negra.
J.G. Davies comenta que o cristão começa com a confissão de Jesus como Senhor – Jesus que é soberano sobre a relação do indivíduo com o estado: "devemos entender o estado no contexto da ordem de amar o próximo". Ele já havia citado um artigo sobre 'Sacerdotes e Socialismo no Chile', escrito em 1971 por Maruja Echegoyen: “Amar o próximo, que é o primeiro mandamento por definição, hoje significa trabalhar para destruir as estruturas que podem destruir meu vizinho, o povo, o pobre”. 

## Frases de credo no Novo Testamento

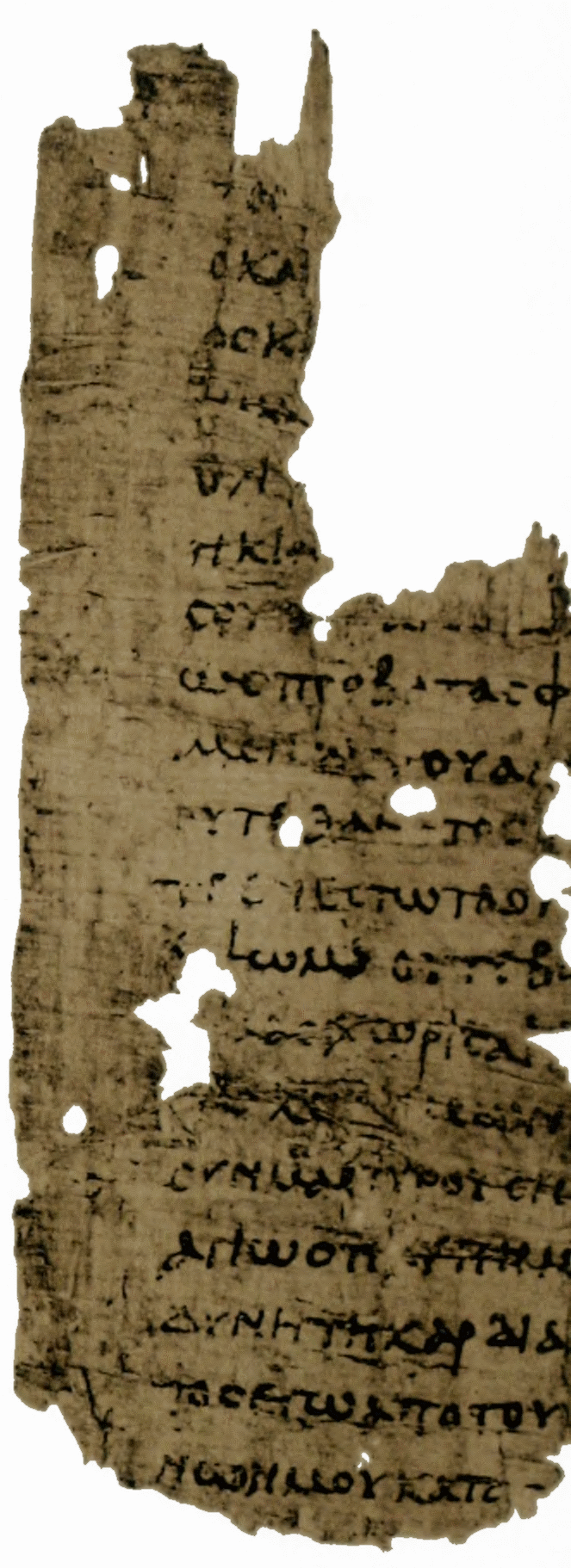
Parte da Epístola aos Romanos no Papiro 27, no início do século III.

J.N.D. Kelly afirma que Paulo de Tarso é uma testemunha do fato de que, mesmo enquanto o Novo Testamento estava sendo escrito, contornos duros e rápidos da fé estavam surgindo para a transmissão de doutrina autorizada e dá exemplos de Gálatas, 2 Tessalonicenses, Romanos e 1 Coríntios. Eles nunca formaram um credo fixo e padrão mas slogans e tags semelhantes a credos são continuamente encontrados. O mais popular e breve foi "Jesus é o Senhor", encontrado em 1 Coríntios 12:3; Romanos 10:9 e provavelmente nos batismos mencionados em Atos 8:16; 19: 5 e 1 Coríntios 6:11, uma vez que foram descritos como "em nome do Senhor Jesus" certamente parece implicar que "a frase 'Jesus é o Senhor' teve um lugar no ritual". A frase pode ser estendida como "Jesus Cristo é o Senhor", como em Filipenses 2:11.
Nos primeiros dias, a frase semelhante "Jesus é o Cristo" foi encontrada, mas ela desapareceu quando o seu significado messiânico original foi esquecido. De maior significado a longo prazo foi a afirmação "Jesus é o Filho de Deus". Essas não eram meras palavras de ordem: elas foram complementadas por passagens como 1 Corinthians 15:3-7 e Romans 1:3-4 que descreve a obra de salvação de Cristo e a existência de testemunhas de sua ressurreição e ele continua nas páginas seguintes para listar outros dez exemplos de passagens que se anexam ao nome de Jesus "incidentes selecionados na história redentora".
O compromisso envolvido em afirmar que "Jesus é o Senhor" não se limitou a ações obviamente religiosas, mas também significou um estilo de vida diferente. Os requisitos éticos da fé cristã "foram inculcados com mais sinceridade nos novos convertidos e, na maioria das vezes, foram aceitos e postos em prática". Alguns conversos gentios "podem ter vivido vidas muito repreensíveis", mas, ao abraçar a mensagem cristã, eles o fizeram "com a certeza de que Deus em Cristo havia exterminado seus erros passados". Isso levou a viver "em suas cidades, mas apenas como peregrinos"... Sua existência está na terra, mas sua cidadania está no céu... Eles amam a todos e são perseguidos por todos".

## "Jesus é o Senhor": causa das tensões no mundo romano
Ao contrário dos politeístas que podiam adorar um Deus ou vinte sem qualquer preocupação, o cristão "deixou de ser seu próprio mestre" e "em tudo se tornou o servo de Jesus Cristo". Em uma ocasião em que um mártir foi perguntado sobre sua condição, ele respondeu: 'Eu sou um homem livre, mas o escravo é de Cristo' e Febronia, uma virgem rica e bonita, chocou o juiz ao se declarar escrava. Quando perguntado: 'Escravo de quem?', A resposta foi novamente: 'O escravo de Cristo'.
Green observa quatro razões gerais pelas quais o senhorio de Cristo levou ao conflito. Primeiro, "a religião antiga nunca foi exclusiva"; o pluralismo era possível e "se um homem se voltou para filosofia ou magia, para astrologia ou gnose, para os ritos de Osíris ou de Mitras, era irrelevante em um aspecto importante, que cada um deles era considerado suplementar e não suplantar a religião ancestral de um homem". De maneira semelhante, a religião formal permeava a vida familiar e o mundo dos negócios. Então, enquanto um homem podia seguir um ou todos os cultos particulares (supersticiones) que o atraíam - desde que não fossem contrários à ordem pública, era exigida a participação formal na religião do estado (religio) para que os deuses responderia protegendo-o. A crença nas divindades não era necessária. Finalmente, a ética não era considerada parte da religião; a pureza ritual poderia ser exigida antes e durante uma cerimônia em particular, mas, em geral, os dois não eram relacionados.
Havia uma grande diferença teórica entre a atitude cristã em relação aos escravos e a da sociedade em geral. Embora houvesse senhores benevolentes, os escravos legalmente eram 'uma ferramenta viva, assim como uma ferramenta é uma escrava inanimada' para ser descartado quando não for mais útil ('vender bois gastos, gado manchado, ... ferramentas antigas, um velho escravo, um escravo doentio e tudo o que for inútil'. Workman ressalta que, embora os cristãos ainda possuíssem escravos, eles 'não eram escravos de nós - nós os consideramos irmãos segundo o espírito, na religião companheiros de serviço' (Lactâncio) e éramos 'homens como nós' (Clemente de Alexandria). Escravos poderiam ser ordenados. Calistus passou a ser o papa (217-222) e desafiou a lei sancionando o casamento de mulheres de nobreza com libertos. Embora comum nos enterros pagãos, o rótulo "escravo" nunca é encontrado nas catacumbas.

## Passagens bíblicas
| 1 Coríntios 12:3   | "Ninguém pode dizer que Jesus é o Senhor, senão pelo Espírito Santo". |
| Romanos 10:9-13    | "Se com a tua boca confessares que Jesus é o Senhor e, em teu coração, creres que Deus o ressuscitou dentre os mortos, serás salvo. [...] Porque todo aquele que invocar o nome do Senhor será salvo". |
| Filipenses 2:11    | "E toda a língua confesse que Jesus Cristo é o Senhor, para a glória de Deus Pai". |
| 1 Coríntios 15:3-7 | "Porque eu passei para você o que eu mesmo recebi, que Cristo morreu por nossos pecados, de acordo com as Escrituras, e que ele foi sepultado, que foi ressuscitado no terceiro dia, de acordo com as Escrituras, e que ele apareceu a Cefas, depois aos Doze, depois a mais de quinhentos irmãos de uma só vez... depois ele apareceu a Tiago, depois a todos os apóstolos..." |
| Romanos 1:3-4      | "A respeito de seu filho, que nasceu da semente de Davi por descendência natural, que foi declarado Filho de Deus com poder pelo Espírito de santidade quando ressuscitou dos mortos, Jesus Cristo, nosso Senhor, por quem recebemos graça". |